# 海地白人
海地白人，是祖先為歐洲人的海地人。
海地最早的白人是法國人，但現在的白人是二十世纪初移民的後人。多数法國人在海地建國後不是被殺就是逃回法國，直到十九世纪後半期歐洲貿易商再次來到海地，他們與當地女人結婚取得居留權。
直到2013年，他們人口大概500,000人。